# 7446-os mellékút (Magyarország)
A 7446-os számú mellékút egy körülbelül kilenc kilométer hosszú, négy számjegyű országos közút Vas vármegyében. A Körmend déli és délnyugati szomszédságában fekvő településeket köti össze egyrészt egymással, kelet-nyugati irányban, másrészt a térség két nagyobb forgalmú, észak-déli vonalvezetésű útvonalával: a 86-os főúttal és a 7451-es úttal.

## Nyomvonala
A 86-os főútból ágazik ki, annak 44+400-as kilométerszelvényénél, Nádasd déli részén, északnyugat felé. Útvonala az első, bő egy kilométeres szakaszán azt az irányt követi, amelyen a nádasdi elkerülő átadása előtt a 86-os főút haladt. Első méterei után északi irányban halad tovább, a Körmend–Zalalövő-vasútvonal vágányait kelet felől kísérve. 600 méter után éri el Nádasd házait, itt kiágazik belőle nyugat felé a 7447-es út.
1,2 kilométer megtétele után egy kereszteződéshez ér: a 7446-os számozás innentől nyugatnak folytatódik, a korábbi 86-os ettől kezdve 74 194-es számmal számozódik, keletnek pedig a 74 193-as út indul, Hegyhátsál, illetve a 76-os és 86-os főutak találkozásánál lévő körforgalmú csomópont felé. Ezen a szakaszon a neve Vasúti út, 1+400-as kilométerszelvénye előtt így keresztezi a vasutat, majd így halad tovább a belterület nyugati széléig.
3,1 kilométer után Nádasd, Daraboshegy és Halogy hármashatárához ér. Innen még mindig nyugati irányban haladva a két utóbbi település határvonalát kezdi követni, majd bő 200 méter után kicsit északabbnak veszi az irányt és teljesen halogyi területre ér. A 4+250-es kilométerszelvénye táján érkezik a község házai közé, ugyanott torkollik bele dél felől a 74 167-es út, amely a 7447-esből indul még Nádasdon és Daraboshegyen keresztülhúzódva itt ér véget, 4 kilométer után.
Itt az út északabbi irányt vesz, de ez csak kb. 250 méteren át tart, utána, a község központjában ismét nyugatnak fordul. 5,5 kilométer után elhagyja a település belterületét, majd a 6+150-es kilométerszelvényénél átlép Csákánydoroszló területére. Onnét egy hosszabb szakaszon, bő 2,5 kilométeren át délnyugatnak halad, és egy kisebb irányváltást leszámítva így is folytatódik, a végpontjáig. A 7451-es útba torkollva ér véget, nem messze annak 30. kilométerétől, közvetlenül a Rába-híd délkeleti hídfője előtt.
Teljes hossza, az országos közutak térképes nyilvántartását szolgáló kira.gov.hu adatbázisa szerint 8,962 kilométer.

## Települések az út mentén
- Nádasd
- (Daraboshegy)
- Halogy
- Csákánydoroszló

## Hídjai
Egyetlen hídját sem tartják számon sem az 1945 előtt épült hidak, sem az 1945 után épült, 10 méternél hosszabb hidak között.